# Стафансторп (община)
Община Стафансторп (на шведски: Staffanstorps kommun) е разположена в лен Сконе, югоизточна Швеция с обща площ 108 km2 и население 22 672 души (към 31 декември 2013). Административен център на община Стафансторп е едноименния град Стафансторп.